# Пвеза
Пвеза (англ. Pweza gas field) — офшорне газове родовище в Індійському океані біля узбережжя Танзанії. Належить до газоносного басейну Мафія (отримав назву за островом Мафія з архіпелагу Занзібар).
Родовище виявили восени 2010 року внаслідок спорудження напівзануреним буровим судном Deepsea Stavanger свердловини Pweza-1. Закладена за 85 км від узбережжя в районі з глибиною моря 1400 метрів вона мала довжину 4082 метри та виявила газонасичені пісковики завтовшки 60 метрів у відкладеннях еоцену.
У 2013 році для уточнення розмірів родовища бурове судно Deepsea Metro I спорудило оцінні свердловини Pweza-2 (виявлено газонасичений інтервал завтовшки 20 метрів) та Pweza-3 (інтервал завтовшки 61 метр у породах палеоцену). Проведене тестування останньої свердловини показало приток газу в об'ємі 1,6 млн м³ на добу без падіння тиску протягом 5 діб.
У 2014-му теж судно під час буріння на родовищі Камба одночасно підтвердило наявність газонасиченого інтервалу завтовшки 18 метрів у палеоценовій структурі Фулусі, яка є північним продовженням Пвеза. 
Станом на 2012 рік ресурси Пвеза оцінювались у 48 млрд м³ газу. Ресурси структури Фулусі (Пвеза-Норт) визначались на рівні 11 млрд м³.
Родовище розташоване в блоці 4, правами на розробку якого володіє консорціум у складі BG (60 %, оператор), Ophir (20 %) та сінгапурської Pavilion Energy (20 %).